# Claudio Biern Boyd
Claudio Biern Boyd (Palma de Maiorca, 21 de novembro de 1940 – 17 de outubro de 2022) foi um criador, produtor e roteirista espanhol de séries de animação e também fundador da empresa espanhola de animação BRB Internacional S.A..
Boyd foi criador e produtor executivo das séries  Dartacão e os Três Moscãoteiros, A Volta ao Mundo em 80 Dias com Willy Fog, entre outras. Atualmente ele comanda a sua BRB Internacional S.A..

## Filmografia
- A Thousand and One... Americas
- Around the World with Willy Fog
- Willy Fog 2
- Dogtanian and the Three Muskehounds
- The Return of Dogtanian
- The Mozart Band
- Football Stories
- Fantaghirò
- The Gnomes' Great Adventure
- Ruy, the Little Cid
- Vicky & Johnny
- The Untouchables of Elliot Mouse